# Mecklenburg Bugt
Mecklenburg Bugt (tysk: Mecklenburger Bucht eller Mecklenburgische Bucht, polsk: Zatoka Meklemburska) er en 3.500 km² stor bugt i den sydvestlige del af Østersøen, mellem Lolland, Falster og Møn i nord og de tyske delstater Slesvig-Holsten og Mecklenburg-Vorpommern i syd. 
Bugten er åben mod Østersøen i nordøst, og i nordvest går de to sunde Femern Bælt og Femernsund, som giver forbindelse til Kiel Bugt. I den indre del af bugten ligger Lübeck Bugt og den noget mindre Wismar Bugt. De vigtigste havnebyer langs bugten er Lübeck, Rostock og Wismar. Andre byer er Warnemünde og Gedser. Dele af Nationalpark Vorpommersche Boddenlandschaft grænser op til Mecklenburg Bugt.
54°20′N 11°40′Ø / 54.33°N 11.67°Ø